# ステパン・チャルネツキー

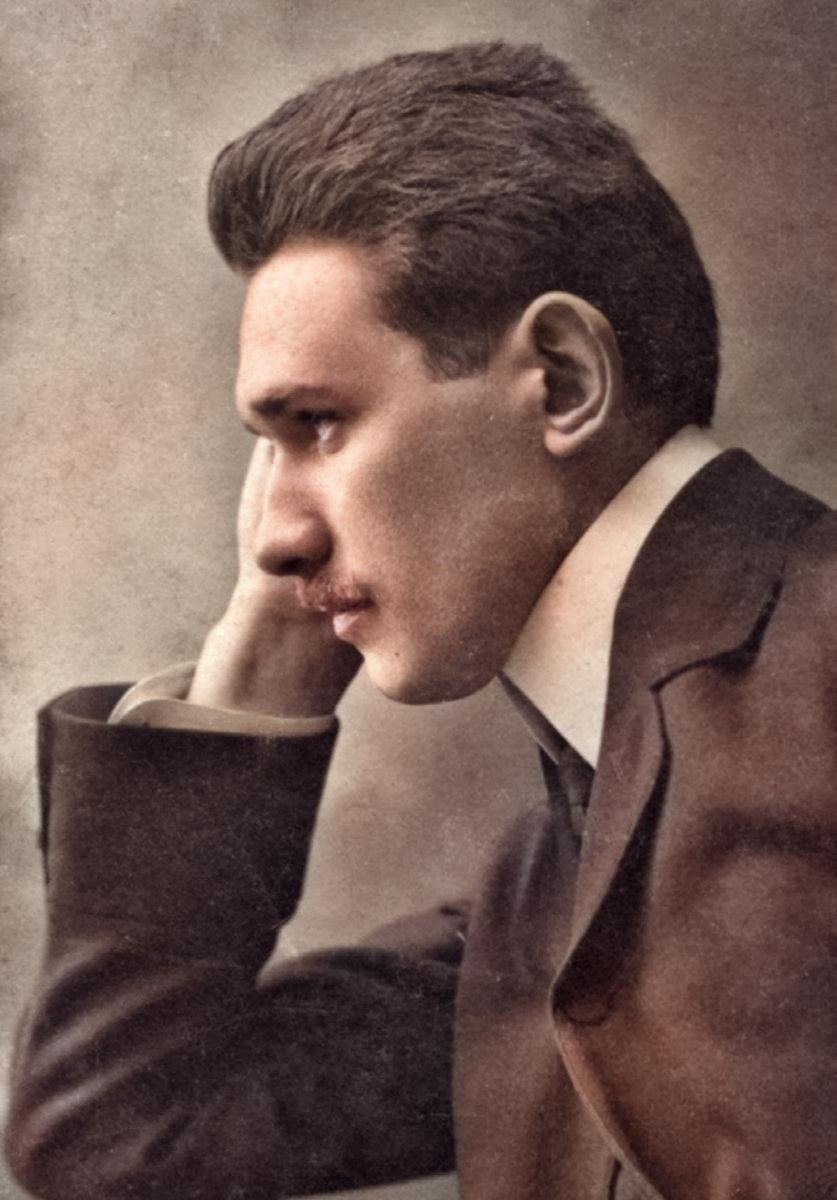
ステパン・チャルネツキー

ステパン・チャルネツキー（ウクライナ語: Степан Миколайович Чарнецький、英語: Stepan Mykolaiovych Charnetskyi (時に Charnetsky）、ポーランド語: Stepan Czarnecki、1881年1月21日 - 1944年10月2日）は、オーストリア＝ハンガリー帝国シュマンキウツィ（現在ウクライナ）生まれのウクライナの詩人、翻訳者、ジャーナリスト、演劇演出家、音楽評論家、劇場監督・プロデューサーであり、ソビエト連邦（現在ウクライナ）キーウで亡くなった。 
彼はまた、当時のウクライナ・シーチ銃兵隊の愛唱歌で、今もよく歌われている愛国歌「ああ野の赤いガマズミよ」の作者として広く知られている。 

## 写真集

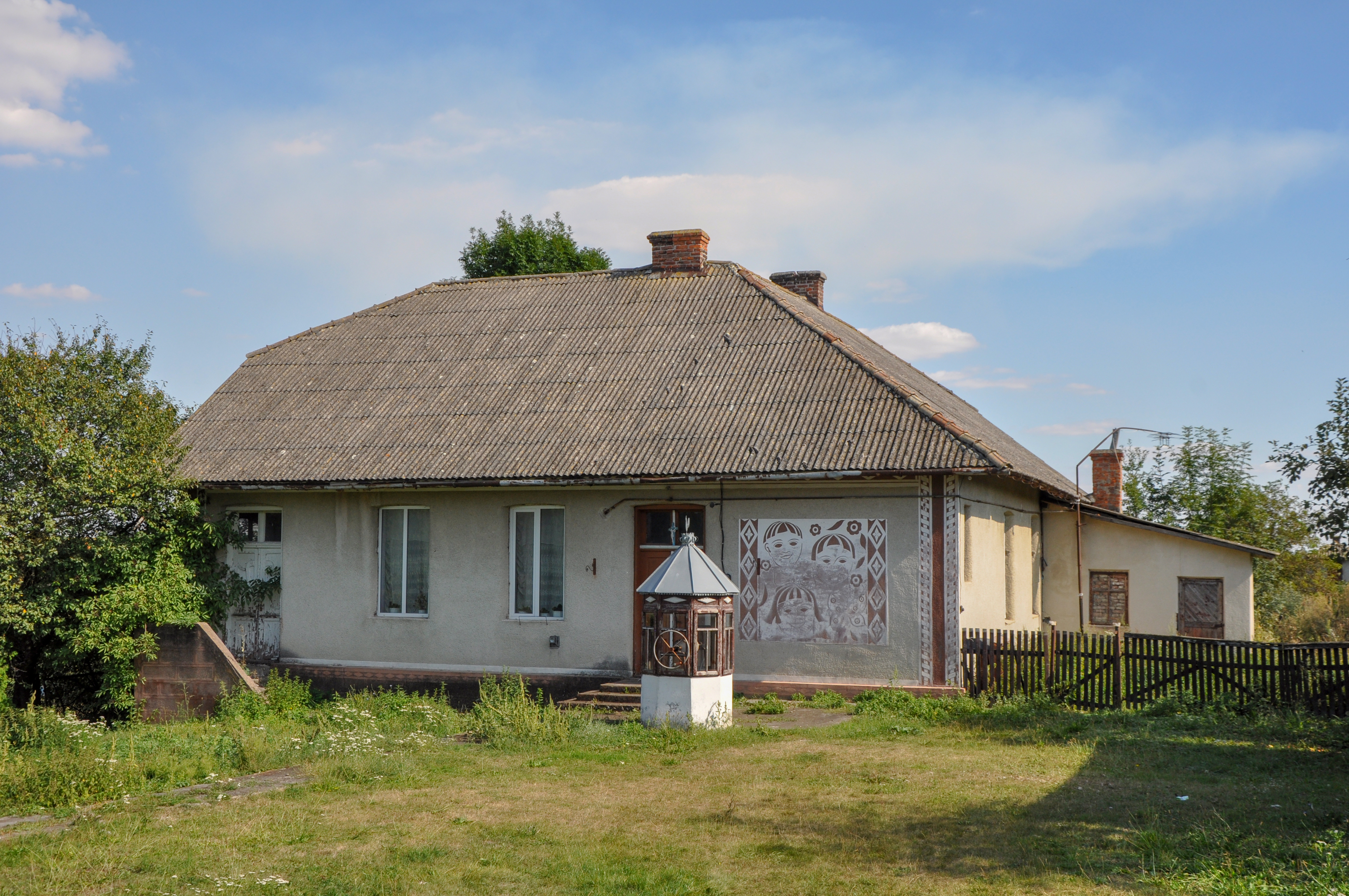
シュマンキウツィにあるチャルネツキーの生家
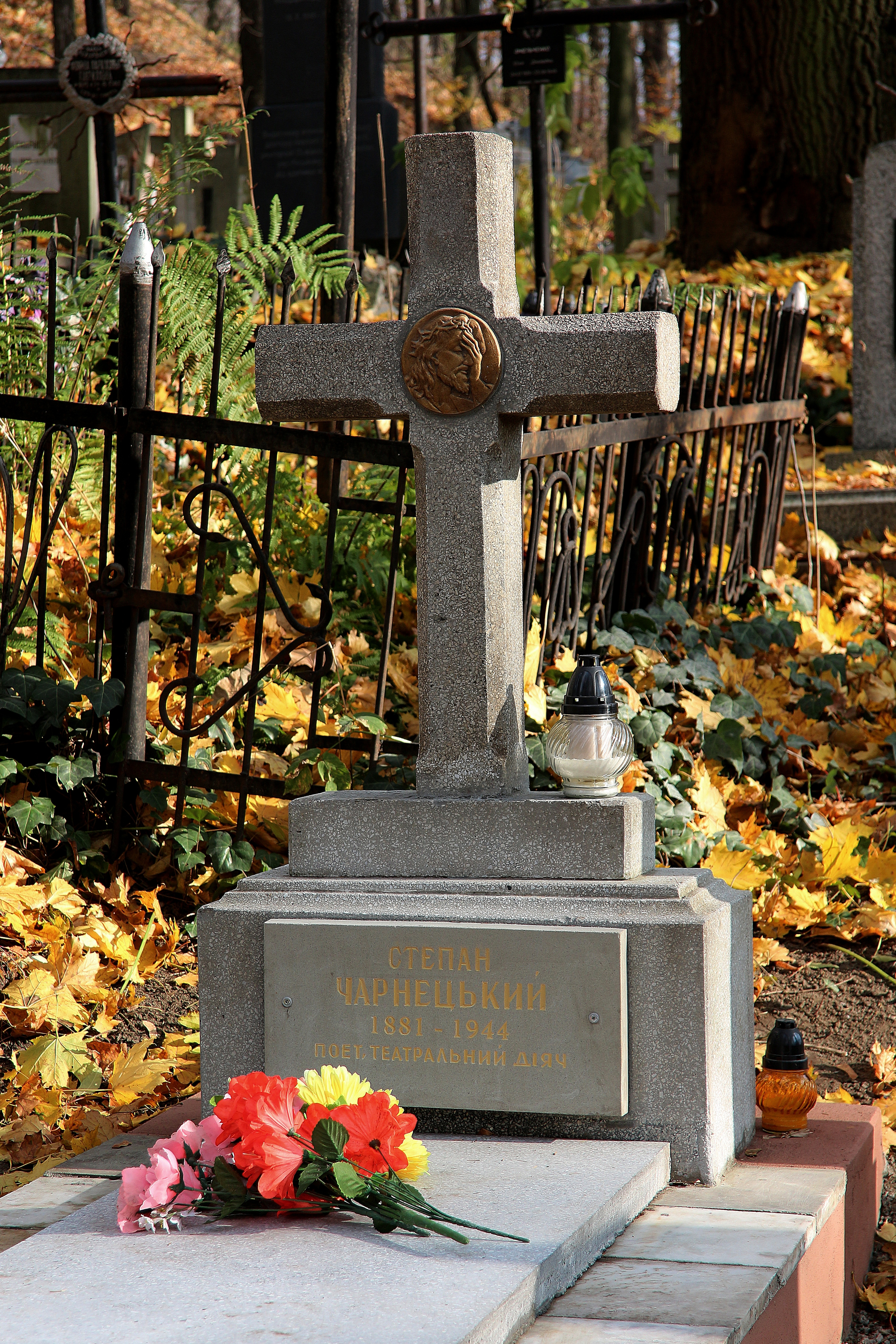
キーウに埋葬されたチャルネツキーの墓
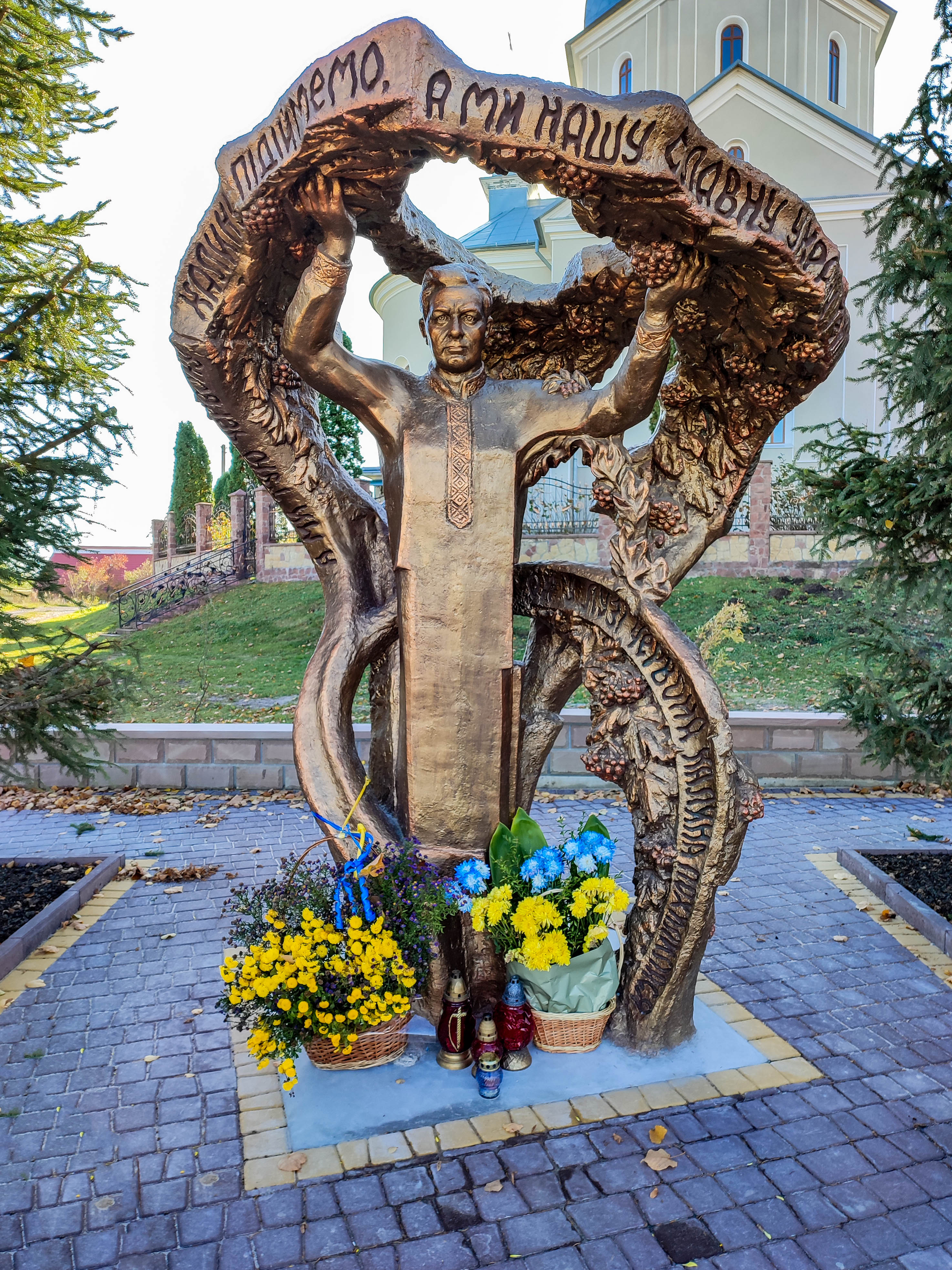
シュマンキウツィにできたチャルネツキーの像（1991年設立）